# Emil Luginbühl
Emil Luginbühl (* 26. Juli 1899 in St. Gallen; † 13. Oktober 1983) war ein Schweizer Germanist und Gymnasiallehrer.

## Leben und Wirken
Emil Luginbühl wuchs in St. Gallen auf. Nach dem Studium der Germanistik und Geschichte an den Universitäten Zürich und Basel promovierte er 1933 bei Albert Bachmann in Zürich mit seinen Studien zu Notkers Übersetzungskunst. Von 1929 bis 1972 unterrichtete er an der Kantonsschule St. Gallen; daneben lehrte er Deutsch als Fremdsprache an der Hochschule St. Gallen. Während des Zweiten Weltkriegs arbeitete er dem militärischen Nachrichtendienst von Hans Hausamann zu.
Luginbühl übernahm eine Reihe von Ehrenämtern im historisch-kulturellen Bereich. Von 1940 bis 1947 war er Präsident des Historischen Vereins des Kantons St. Gallen. 1941 wurde er in den Vorstand des Vereins für Geschichte des Bodensees und seiner Umgebung gewählt. Er trug massgeblich zum Überleben des Vereins während des Krieges und zum Neuanfang nach dem Krieg bei, wofür er 1968 zum Ehrenmitglied ernannt wurde.
Emil Luginbühl war mit Alice, geborene Brütsch, verheiratet und hatte zwei Töchter.

## Schriften (Auswahl)
- Studien zu Notkers Übersetzungskunst. Thomas & Hubert, Weida in Thüringen 1933. Nachdruck: De Gruyter, Berlin 1970.
- Die altdeutsche Kirchensprache (= Wissenschaftliche Beilage zum Programm der St. Gallischen Kantonsschule. H. 80). Weiss, St. Gallen 1936.
- Wilhelm Raabe und die deutsche Geschichte  (= Wissenschaftliche Beilage zum Programm der St. Gallischen Kantonsschule. H. 96). Fehr, St. Gallen 1952.
- Poetische Grenzüberschreitungen. Jeremias Gotthelf und Wilhelm Raabe. In: Schweizer Monatshefte. Bd. 63 (1983), H. 11, S. 923–937, DOI:10.5169/seals-164045.